# Judo ai III Giochi olimpici giovanili estivi
Le gare di judo ai III Giochi olimpici giovanili estivi sono state disputate a Buenos Aires dal 7 al 10 ottobre 2018.

## Podi

### Maschili
| Specialità | Oro              | Argento           | Bronzo                              |
| 55 kg      | Artsiom Kolasau  | Temuujin Gaburged | Oleh Veredyba Daniel Leutgeb        |
| 66 kg      | Vugar Talibov    | Abrek Naguchev    | Antonio Tornal Javier Pena Insausti |
| 81 kg      | Adrian Sulca     | Martin Bezdek     | Keagan Young Mark van Dijk          |
| 100 kg     | Bekarys Saduakas | Ilia Sulamanidze  | Omer Aydin Zsombor Veg              |

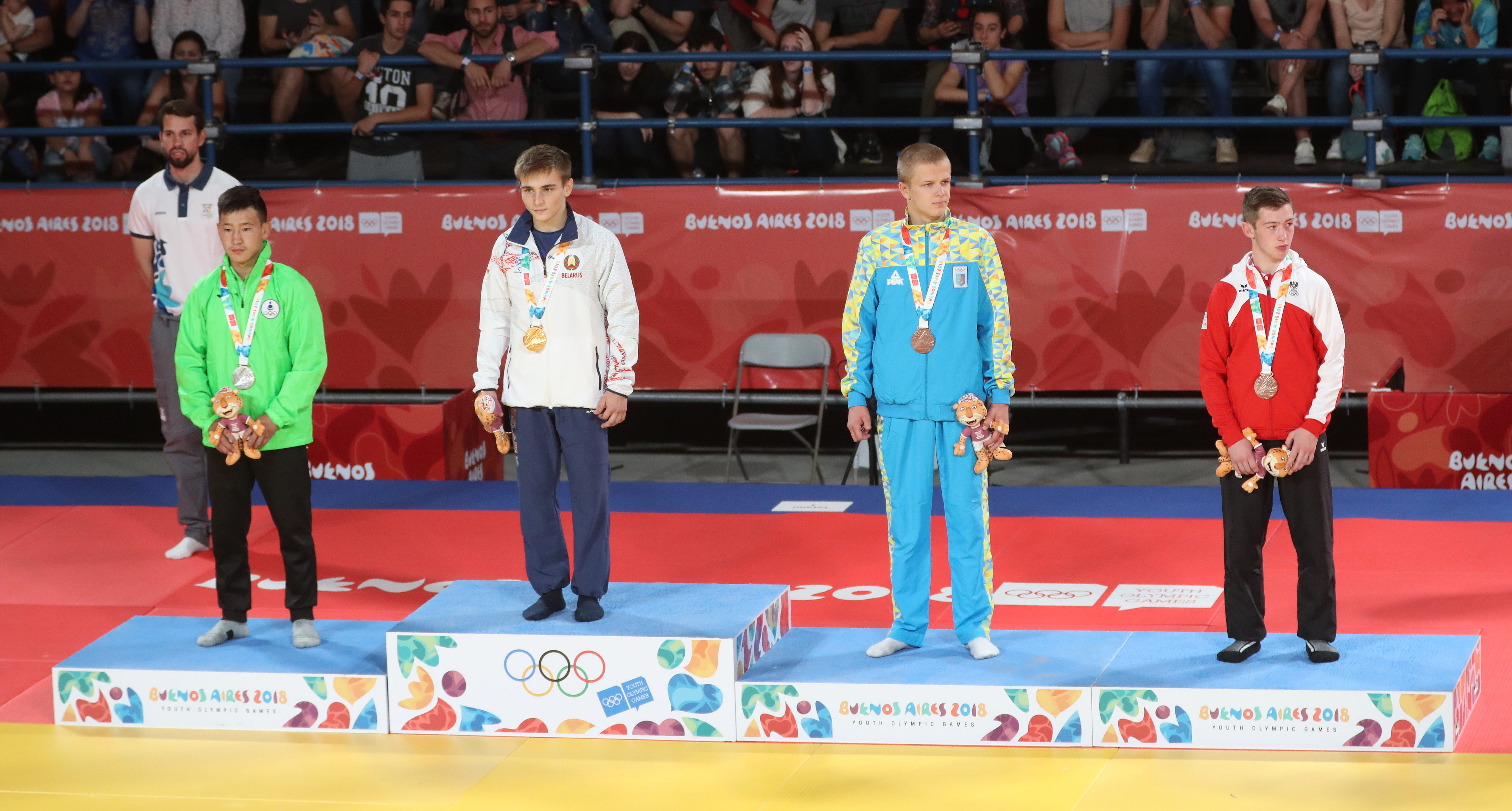
55 kg
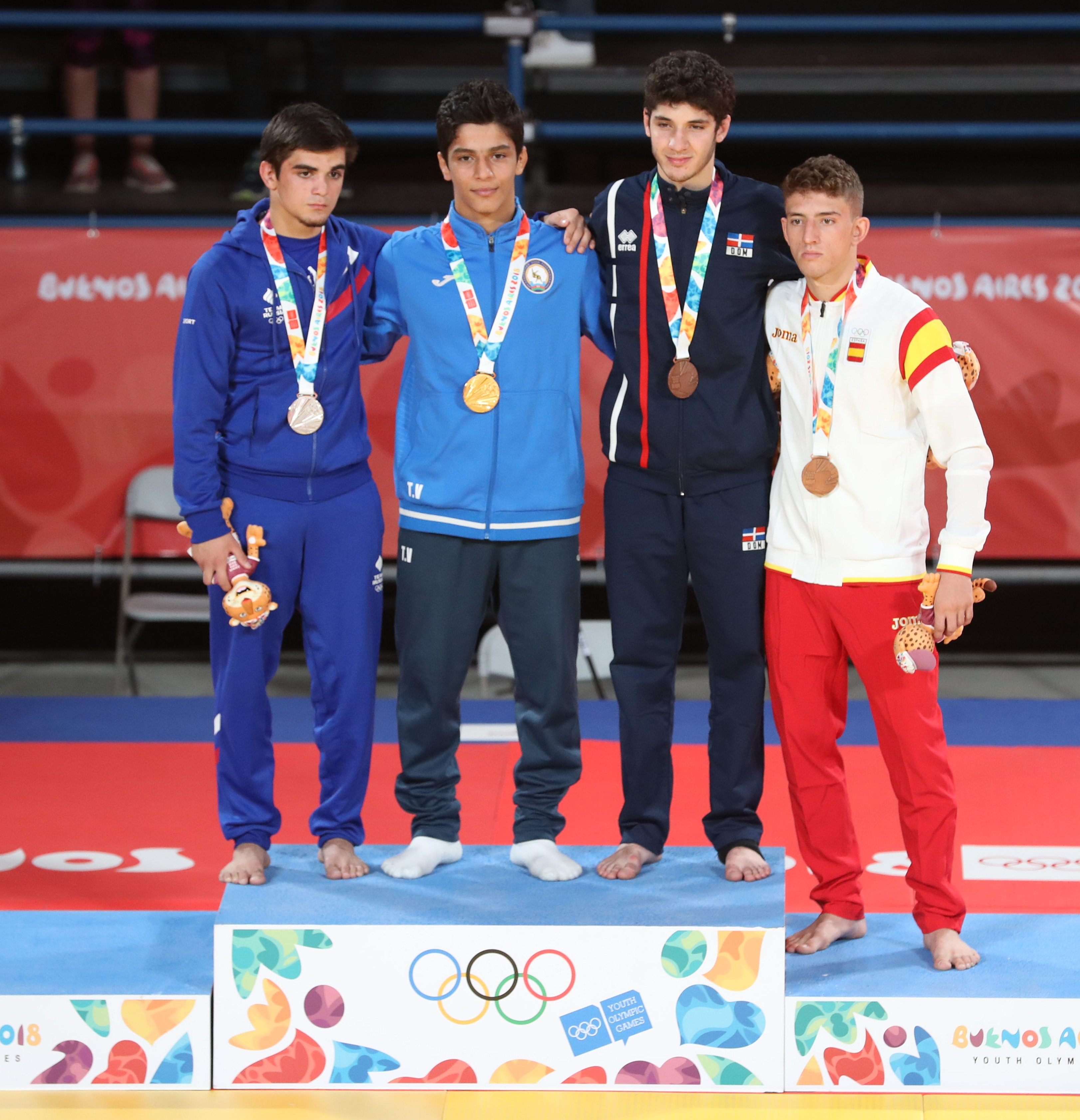
66 kg

### Femminili

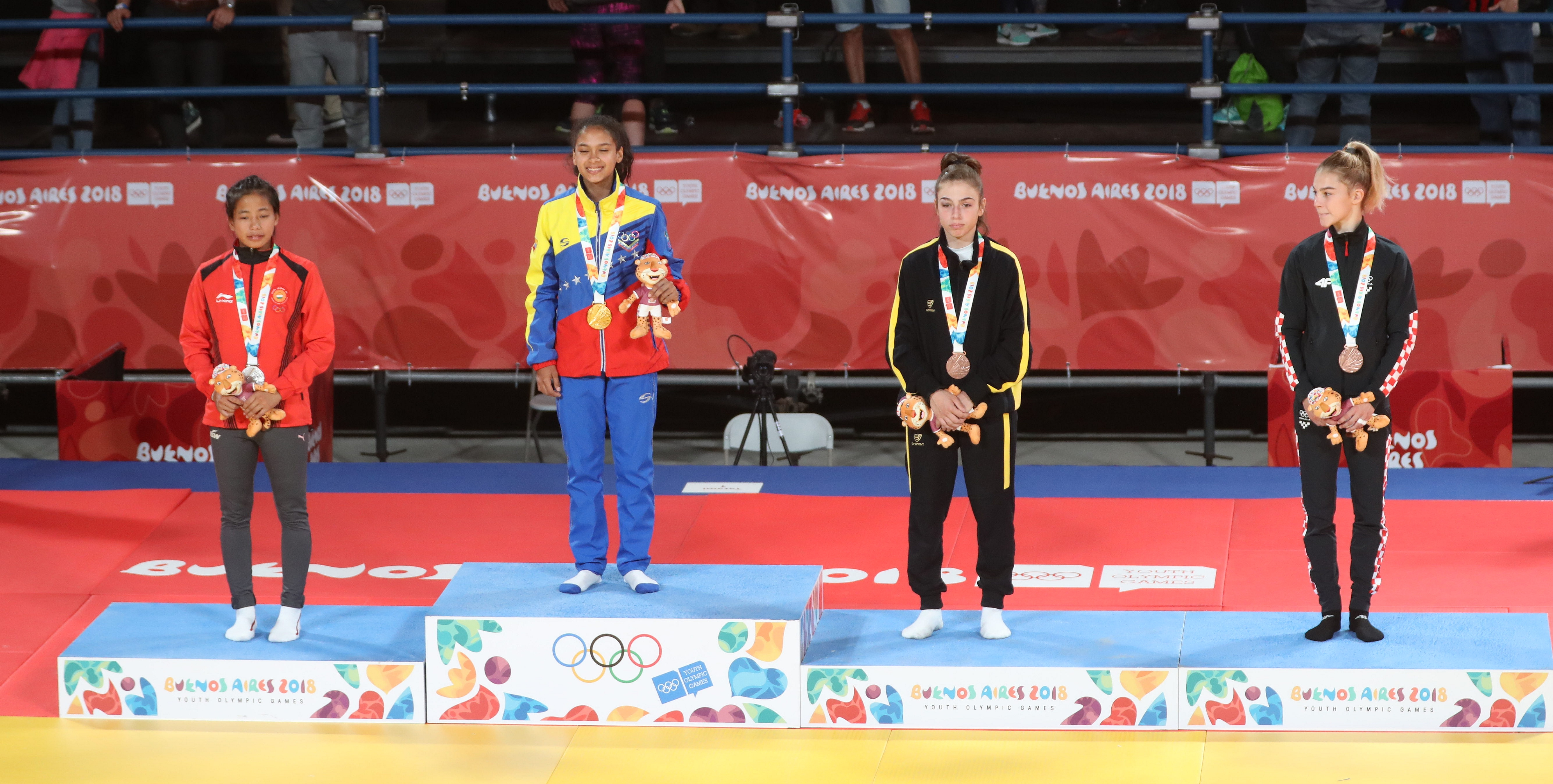
44 kg

| Specialità | Oro             | Argento                 | Bronzo                                     |
| 44 kg      | Maria Gimenez   | Tababi Devi Thangjam    | Erza Muminoviq Ana Viktorija Puljiz        |
| 52 kg      | Irena Khubulova | Sosorbaram Lkhagvasuren | Nahomys Acosta Batte Nilufar Ermaganbetova |
| 63 kg      | Szofi Ozbas     | Mariem Khlifi           | Alessia Corrao Kim Juhee                   |
| 78 kg      | Raffaela Igl    | Margarita Gritsenko     | Eduarda Rosa Metka Lobnik                  |

- 44 kg

### Eventi a squadre
| Specialità | Oro | Argento | Bronzo |
| A squadre  | Team Pechino Artsiom Kolasau Liu Li-Ling Jaykhunbek Nazarov Carlos Paez Itzel Pecha Ana Viktorija Puljiz Veronica Toniolo | Team Atene Mireille Andriamifehy Martin Bezdek Juan Montealegre Javier Pena Insausti Christi Rose Pretorius Tababi Devi Thangjam Marin Visser Anwar Zrhari | Team Rio de Janeiro Milana Charygulyyeva Yassamine Djellab Metka Lobnik Erza Muminoviq Abrek Naguchev Fleury Nihozeko Jamshed Sulaimoni Sultan Zhenishbekov Team Londra Noemi Huayhuameza Orneta Rachel Krapman Daniel Leutgeb Edith Ortiz Ahmed Rebahi Bekarys Saduakas João Santos |

- Wikimedia Commons contiene immagini o altri file su Judo ai III Giochi olimpici giovanili estivi